# Rogaška Slatina
Rogaška Slatina (Rohitsch-Sauerbrunn en allemand) est une commune de Basse-Styrie en Slovénie. Le lieu est connu depuis l'Antiquité pour ses sources thermales aux effets bénéfiques sur la santé, au point de devenir au XVIIe siècle un pôle d'attraction touristique. Au XIXe siècle, elle devint l'un des lieux de cure les plus importants de la Double-Monarchie, propriété des plus grands exploitants et exportateurs d'eau minérale.
À Rogaška Slatina, on fabrique également du cristal. En Basse-Styrie, la soufflerie de verre a connu sa floraison au XVIIIe siècle, mais ce n'est que vers 1900 que la production a été industrialisée. En 1927, une usine nouvellement construite à Rogaška Slatina a commencé à fabriquer du cristal et depuis 1998 on le propose sur le marché sous le nom de  « Crystal de Rogaška ».

## Géographie
la commune est localisée à la frontière de la Croatie dans la région de Basse-Styrie.

### Villages
Les villages qui composent la commune sont Brestovec, Brezje pri Podplatu, Cerovec pod Bočem, Ceste, Čača vas, Drevenik, Gabrce, Gabrovec pri Kostrivnici, Gradiški Dol, Irje, Kačji Dol, Kamence, Kamna Gorca, Male Rodne, Nimno, Plat, Podplat, Podturn, Pristavica, Prnek, Rajnkovec, Ratanska vas, Rjavica, Rogaška Slatina, Spodnja Kostrivnica, Spodnje Negonje, Spodnje Sečovo, Spodnji Gabrnik, Strmec pri Sv. Florijanu, Sv. Florijan, Tekačevo, Topole, Tržišče, Tuncovec, Velike Rodne, Vinec, Zagaj pod Bočem, Zgornja Kostrivnica, Zgornje Negonje, Zgornje Sečovo et Zgornji Gabrnik.

## Démographie
Entre 1999 et 2021, la population de la commune de Rogaška Slatina a légèrement augmenté pour atteindre plus de 11 000 habitants,.
Évolution démographique
| 1999   | 2000   | 2001   | 2002   | 2003   | 2004   | 2005   | 2006   | 2007   |
| ------ | ------ | ------ | ------ | ------ | ------ | ------ | ------ | ------ |
| 10 663 | 10 705 | 10 705 | 10 705 | 10 747 | 10 766 | 10 830 | 10 965 | 11 014 |
| 2008   | 2009   | 2010   | 2011   | 2012   | 2013   | 2014   | 2015   | 2016   |
| 11 250 | 11 093 | 11 112 | 11 004 | 11 022 | 11 070 | 10 981 | 11 026 | 10 958 |
| 2017   | 2018   | 2019   | 2020   | 2021   |        |        |        |        |
| 10 994 | 11 002 | 11 057 | 11 132 | 11 323 |        |        |        |        |